# Итагаки, Пару
Пару Итагаки (яп. 板垣 巴留 Итагаки Пару, род. 9 сентября 1993, Токио) — японская мангака. Дочь мангаки Кэйсукэ Итагаки.
Получила известность как создательница манги «Выдающиеся звери» (Beastars), вышедшей в 22 томах и завоевавшей ряд престижных наград, включая «Манга тайсё» и культурную премию имени Осаму Тэдзуки. С детства увлекалась рисованием и, ещё будучи подростком, придумала антропоморфного волка Легоси, который позже стал героем её манги «Выдающиеся звери». Девушка окончила токийский Университет искусств Мусасино, факультет Imaging Art and Sciences, где училась кинопроизводству; параллельно рисовала и придумывала истории. В 2016 году японский журнал манги Weekly Shōnen Champion начал публиковать сборник рассказов Пару Итагаки Beast Complex. В том же году на его страницах появилась манга «Выдающиеся звери» о том, как хищники и травоядные пытаются жить в цивилизованном обществе. Манга легла в основу одноимённого аниме.
Пару Итагаки часто рисует себя в виде человека с клювом утки, на публичных мероприятиях появляется в маске Легом (курицы из «Выдающихся зверей»). Также она использует свой ноутбук для просмотра сериалов и просмотра передач на Hulu.